# Cucullothorax
Cucullothorax är ett släkte av skalbaggar. Cucullothorax ingår i familjen vivlar.
Kladogram enligt Catalogue of Life:
| Cucullothorax | \| \| Cucullothorax horridus \| \| \| \| |
|               | \| \| Cucullothorax horridus \| \| \| \| |
|               | Cucullothorax horridus                   |
|               |                                          |